# Feng Tianwei
Dans ce nom singapourien, le nom de famille, Feng, précède le nom personnel Tianwei.
Feng Tianwei (née le 31 août 1986) est une pongiste singapourienne, médaillée d'argent par équipe lors des jeux olympiques de 2008 et médaillée de bronze lors des épreuves individuelles des jeux olympiques de 2012.

## Carrière
Elle a remporté plusieurs épreuves du ITTF Pro Tour dont l'Open du Japon (2011 et 2014) et Open de Corée (2009 et 2011), ainsi que la médaille d'or par équipes en 2010 lors des Championnats du monde par équipes de tennis de table aux dépens de l'équipe de Chine, qui était invaincue depuis 17 ans dans cette compétition.
Elle est classée n°4 mondiale en octobre 2010, après avoir été à plusieurs reprises n°2 mondiale en 2010.
Elle est la porte-drapeau de Singapour aux Jeux olympiques d'été de 2012 à Londres.

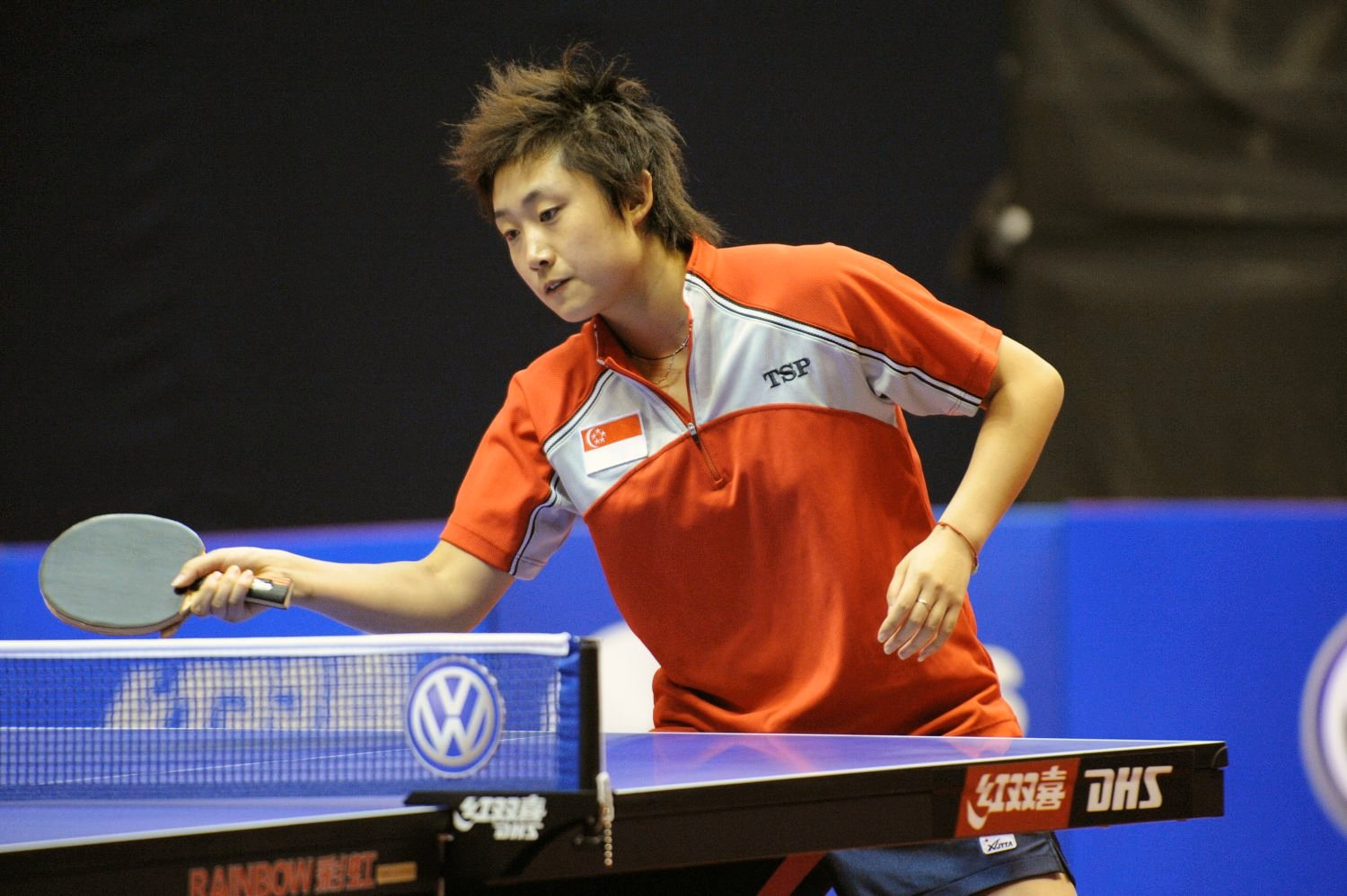
Feng Tianwei lors de la coupe du monde en 2008